# Holby City
Holby City (en español: Ciudad Holby) es una serie británica que se emitió por primera vez el 12 de enero de 1999 por medio de la cadena BBC One.
La serie se centra en la vida del personal médico y auxiliar que trabaja en el hospital Holby General, en cómo cada uno debe de salir adelante en su vida personal y en su trabajo.
Holby City fue creada por Tony McHale y Mal Young y ha contado con la participación de actores como Michael Fassbender, Peter Wingfield, Susannah York, Ray Stevenson, Kelly Adams, Kip Gamblin, Hannah Waterman, Tom Ellis, Lisa Faulkner, Barnaby Kay, Miranda Raison, Chris Coghill, Kym Marsh, Alison King, Andrew Lincoln, Emma Samms, Robert East, Lizzy McInnerny, Olivia Hallinan, Dominic Rowan, Rachel Stevens, Iddo Goldberg, Scott Adkins, Jack O'Connell, Larissa Wilson, Ian Aspinall, David Schofield, Georgina Leonidas, Lee Mead, Lee Ryan, Paula Wilcox, Joseph Marcell, Peter Jones, Michelle Forbes, Luke Mably, Ron Moody, Hannah Waterman, Victoria Atkin, Richard Henders, Andi Osho, John Savident, Helen Flanagan, entre otros...

## Historia
Holby City sigue la vida de los profesionales del departamento médico y auxiliar del  Hospital Holby General.
Anteriormente los personajes principales estaban conformados por los consultores Muriel McKendrick y Anton Meyer, los registradores Nick Jordan y Kirstie Collins, la funcionaria Victoria Merrick, las hermanas Karen Newburn y Julie Bradford, la practicante de enfermería Jasmine Hopkins, el enfermero principal Ray Sykes, la maestra de teatro Ellie Sharpe y el secretario Paul Ripley.
Con el transcurso del tiempo nuevos personajes han sido introducidos a la serie y otros se han ido, durante todas las temporadas la serie siempre presenta a un máximo de 15 personajes principales.
Durante la decimotercera temporada los personajes principales fueron los consultores Elliot Hope, Ric Griffin, Jac Naylor, Michael Spence, Henrik Hanssen y Dan Hamilton, los doctores y registradores Sacha Levy, Greg Douglas, Sahira Shah y Antoine Malick, los doctores en entrenamiento Oliver Valentine y Frieda Petrenko, y las enfermeras Chrissie Williams y Elizabeth Tait.
Actualmente los personajes principales son los cirujanos cardiotórácicos y quirúrgicos principales Ric Griffin, Elliot Hope, Jac Naylor, Michael Spence, Sacha Levy, Greg Douglas, Sahira Shah, Luc Hemmingway, Dan Hamilton, Antoine Malick y Henrik Hanssen, los médicos en entrenamiento Oliver Valentine y Frieda Petrenko, y las enfermeras Chrissie Williams, Chantelle Lane y Eddie McKee.
Más tarde dejaron el hospital los cirujanos Greg Douglas, Sahira Shah, Luc Hemingway, Dan Hamilton y la doctora Frieda Petrenko y se unieron al equipo las cirujanas Serena Campbell y Mo Effanga, la médica en entrenamiento Tara Lo y el enfermero Jonny Maconie. Más tarde la doctora Tara murió debido a un aneurisma y al equipo se le unieron los doctores en entrenamiento Arthur Digby, Gemma Wilde y Harry Tressler aunque Gemma decide irse al equipo luego se les unen el anestesista Edward Campbell el esposo de Serena,, la estudiante de medicina Zosia March junto a su padre el neurocirujano Guy Self y la directora de enfermería Colette Sheward.

## Personajes

### Personajes principales
| Actor              | Personaje                | Trabajo                                                             | Episodios | Temporada                          |
| ------------------ | ------------------------ | ------------------------------------------------------------------- | --------- | ---------------------------------- |
| Hugh Quarshie      | Ric Griffin              | Cirujano General, co-Médico Principal en "AAU"                      | 532       | 2001-presente                      |
| Jaye Jacobs        | Donna Jackson            | Enfermera                                                           | 323       | 2004-2011, 2017-presente           |
| Rosie Marcel       | Jac Naylor               | Cirujana Cardiotorácica (consultora)                                | 424       | 2005-presente                      |
| James Anderson     | Oliver Valentine         | Cirujano Cardiotorácico, Especialista                               | 241       | 2009-2013, 2014 - presente         |
| Bob Barrett        | Sacha Levy               | Quirúrjico General, Director de Habilidades Clínicas                | 291       | 2010 - presente                    |
| Olga Fedori        | Frieda Petrenko          | Cirugía Cardiotorácica / Especialista                               | 80        | 2010 - 2012, 2015, 2017 - presente |
| Guy Henry          | Henrik Hanssen           | Consultor General, Director de Cirugía                              | 203       | 2010 - 2013, 2015 - presente       |
| Catherine Russell  | Serena Campbell          | Cirujana General (consultora)                                       | 200       | 2012 - presente                    |
| Hermione Gulliford | Roxanna MacMillan        | Consultora Neurocirujana                                            | 9         | 2013, 2017 - presente              |
| David Ames         | Dominic Copeland         | Médico en Entrenamiento (2.º año)                                   | 147       | 2013, 2014 - presente              |
| Alex Walkinshaw    | Adrian "Fletch" Fletcher | Enfermero Principal de "AAU"                                        | 109       | 2014 - presente                    |
| Kaye Wragg         | Estelle "Essie" Harrison | Enfermera, Coordinadora de Trasplantes                              | 96        | 2014 - presente                    |
| Jemma Redgrave     | Berenice "Bernie" Wolfe  | Cirujana Consultante, Doctora de Traumas, Médico Principal de "AAU" | 59        | 2016 - presente                    |
| Lee Mead           | Ben "Lofty" Chiltern     | Enfermero                                                           | 2         | 2017 - presente                    |
| Paul McGann        | John Gaskell             | Cirujano / Profesor                                                 | 1         | 2017 - presente                    |
| Belinda Owusu      | Nicky McKendrick         | Doctora F2                                                          | 1         | 2017 - presente                    |
| Salma Hoque        | Meena Chowdhury          | Doctora F2                                                          | 1         | 2017 - presente                    |
| Marcus Griffiths   | Xavier "Zav" Duval       | Doctora CT2 / Cirugía General                                       | 1         | 2018 - presente                    |

### Personajes recurrentes
| Actor           | Personaje                | Empleo    | Episodios | Duración                     |
| --------------- | ------------------------ | --------- | --------- | ---------------------------- |
| Jenny Howe      | Alexandra "Lexy" Morrell | Capellán  | 10        | 2012 - 2014, 2016 - presente |
| Darcey Burke    | Emma Naylor-Maconie      | -         | 3         | 2014 - presente              |
| Macey Chipping  | Evie Fletcher            | -         | 12        | 2015 - presente              |
| Jules Robertson | Jason Haynes             | Portero   | 16        | 2016 - presente              |
| Poppy Jhakra    | Amira Zafar              | Enfermera | 4         | 2017 - presente              |

### Próximos personajes
| Actor          | Personaje     | Fecha de Aparición                   |
| -------------- | ------------- | ------------------------------------ |
| Gemma Oaten    | Sydney Somers | regresará en el 2018                 |
| Olivia Poulet  | Abigail Tait  | aparecerá por primera vez en el 2018 |
| Nic Jackman    | Debbie Chazen | regresará en el 2018                 |
| Davood Ghadami | Eli           | aparecerá por primera vez en 2021    |

### Antiguos personajes
| Actor                              | Personaje                    | Empleo                                                                        | Episodios | Duración                       |
| ---------------------------------- | ---------------------------- | ----------------------------------------------------------------------------- | --------- | ------------------------------ |
| Tina Hobley                        | Chrissie Williams-Levy       | Enfermera de Sala del AAU                                                     | 411       | 2001 - 2013                    |
| Paul Bradley                       | Elliot Hope                  | Cirujano Cardiotorácico (consultor) Clínico Principal de "Darwin"             | 387       | 2005 - 2015                    |
| Amanda Mealing                     | Connie Beauchamp             | Doctora y Directora de Cirugía                                                | 289       | 2001 - 2010                    |
| Hari Dhillon                       | Michael Spence               | Cirujano General (consultor), Clínico Principal de "Keller"                   | 263       | 2007 - 2013, 2014              |
| Robert Powell                      | Mark Williams                | ex-Director Ejecutivo, Holby City NHS Trust                                   | 249       | 2005 - 2011                    |
| Luke Roberts                       | Joseph Byrne                 | Cirujano Cardiotorácico                                                       | 217       | 2005 - 2011                    |
| Chizzy Akudolu                     | Maureen "Mo" Effanga         | Cirujana Cardiotorácica - Especialista en Trasplantes                         | 202       | 2012 - 2017                    |
| Camilla Arfwedson                  | Zosia March                  | Estudiante de Medicina (2.º año)                                              | 172       | 2013 - 2017                    |
| Patsy Kensit                       | Faye Morton                  | Enfermera                                                                     | 168       | 2007 - 2010                    |
| Patricia Potter                    | Diane Lloyd                  | Secretaria General de Cirugía                                                 | 168       | 2002 - 2007                    |
| Phoebe Thomas                      | Maria Kendall                | Personal de Enfermería                                                        | 159       | 2003 - 2010                    |
| Rob Ostlere                        | Arthur Digby                 | Doctor en Entrenamiento (1.er año)                                            | 154       | 2013 - 2016                    |
| Joe McFadden                       | Raffaello "Raf" di Lucca     | Doctor de Medicina de Emergencia                                              | 142       | 2014 - 2017                    |
| Duncan Pow                         | Linden Cullen                | Doctor Cunsultante                                                            | 137       | 2008 - 2010                    |
| Verona Joseph                      | Jess Griffin-Kilburn         | -                                                                             | 131       | 2002 - 2007, 2010 - 2011, 2014 |
| Michael Thomson                    | Jonny Maconie                | Gerente de la Clínica de Enfermería                                           | 131       | 2012 - 2015                    |
| Luisa Bradshaw-White               | Lisa Fox                     | Matrona/Partera                                                               | 130       | 2001 - 2005                    |
| John Michie                        | Guy Self                     | Neurocirujano Consultante y Clínico Principal de "Keller"                     | 126       | 2013 - 2016, 2017              |
| Jimmy Akingbola                    | Antoine Malick               | Cirujano General, Especialista y Maestro de Habilidades Clínicas              | 118       | 2011 - 2013, 2016              |
| Lauren Drummond                    | Chantelle Lan                | Enfermera de la sala Keller                                                   | 108       | 2011 - 2013, 2016              |
| Eleanor Fanyinka                   | Morven Shreve-Digby          | Doctora en Entrenamiento, Cirugía General (primer año)                        | 104       | 2015 - 2017                    |
| Niamh McGrady                      | Mary-Claire Carter           | Enfermera de AAU                                                              | 103       | 2009 - 2015                    |
| Sharon Maughan                     | Tricia Williams              | Enfermera                                                                     | 101       | 2009 - 2015                    |
| Petra Letang                       | Adele Effanga                | Asistente del Cuidado para la Salud                                           | 90        | 2014 - 2016                    |
| Emma Catherwood                    | Penny Valentine              | Médica en Entrenamiento (2.º año)                                             | 88        | 2008 - 2011                    |
| Edward MacLiam                     | Greg Douglas                 | Cirujano Cardiotorácico, Especialista                                         | 81        | 2010 - 2012                    |
| Jules Knight                       | Harry Tressler               | Doctor Cirujano General (3.er año)                                            | 78        | 2013 2015                      |
| Jeremy Sheffield                   | Alex Adams                   | Cirujano Cardiotorácico                                                       | 70        | 2000 - 2003                    |
| George Irving                      | Anton Meyer                  | Doctor Cardiotorácico                                                         | 67        | 1999 - 2002                    |
| Don Gilet                          | Jesse Law                    | Anestesista Consultante                                                       | 64        | 2014 - 2016                    |
| Denis Lawson                       | Tom Campbell-Gore            | Cirujano Cardiotorácico                                                       | 58        | 2002 - 2004                    |
| Sarah-Jane Potts                   | Eddie McKee                  | Enfermera en Jefe                                                             | 58        | 2011 - 2012                    |
| Ben Hull                           | Derwood "Mr. T" Thompson     | Ginecólogo/Obstetra (consultor)                                               | 57        | 2012 - 2017                    |
| La Charné Jolly                    | Elizabeth Tait               | Enfermera                                                                     | 57        | 2010 - 2011                    |
| Angela Griffin                     | Jasmine Hopkins              | Enfermera                                                                     | 52        | 1999 - 2001                    |
| Laila Rouass                       | Sahira Shah                  | Cirujana Cardiotorácica, Especialista                                         | 50        | 2011 - 2012                    |
| Adam Astill                        | Dan Hamilton                 | Cirujano Ortopédico Consultor                                                 | 47        | 2011 - 2012                    |
| Christian Vit                      | Matteo Rossini               | Cirujano Cardiotorácico (consultante), Jefe Principal de "Darwin" (consultor) | 44        | 2016 - 2017                    |
| Niamh Walsh                        | Cara Martinez                | Enfermera                                                                     | 44        | 2015 - 2016                    |
| Lisa Faulkner                      | Victoria Merrick             | Oficial Médico                                                                | 42        | 1999 - 2001                    |
| Dawn McDaniel                      | Kirstie Collins              | Doctora Consultante                                                           | 41        | 1999 - 2001                    |
| Lucinda Dryzek                     | Jasmine Burrows              | Doctora (primer año)                                                          | 39        | 2016 - 2017                    |
| Anna-Louise Plowman                | Annalese Carson-Spence       | Anestesióloga                                                                 | 38        | 2008 - 2010, 2012              |
| Ty Glaser                          | Gemma Wilde                  | Doctora en Entrenamiento (2.º año)                                            | 37        | 2013                           |
| Louise Delamere                    | Colette Sheward              | Directora de Enfermería                                                       | 36        | 2013 - 2014                    |
| Jing Lusi                          | Tara Lo-Valentine            | Doctora en Entrenamiento (1.er año)                                           | 36        | 2012 - 2013                    |
| Adrian Lewis Morgan                | Liam Evans                   | Enfermero                                                                     | 33        | 2001 - 2002                    |
| Joseph Millson                     | Luc Hemmingway               | Doctor de Trauma y Cirugía Vascular, Especialista                             | 32        | 2011 - 2013                    |
| Marc Elliott                       | Isaac Mayfield               | Doctor en Cirugía General, Especialista                                       | 28        | 2016 - 2017                    |
| Michael French                     | Nick Jordan                  | Doctor Cardiotorácico                                                         | 26        | 1999 - 2000, 2005, 2006, 2010  |
| Rachel Leskovac                    | Kelly Yorke                  | Enfermera                                                                     | 26        | 2003 - 2004                    |
| Liam Garrigan                      | Nic Yorke                    | Asistente de Salud                                                            | 25        | 2003                           |
| Ayesha Dharker                     | Nina Karnik                  | Cirujana General                                                              | 24        | 2017                           |
| Sarah Preston                      | Karen Newburn                | Enfermera                                                                     | 24        | 1999 - 2000                    |
| Wendy Kweh                         | Amy Teo                      | Farmacéutica Consultora                                                       | 24        | 2014                           |
| Ian Curtis                         | Ray Sykes                    | Enfermero                                                                     | 23        | 1999 - 2000                    |
| David Ajao                         | Damon Ford                   | Médico en Entrenamiento (1er. año)                                            | 21        | 2017                           |
| Aden Gillett                       | Edward Campbell              | Anestesista Consultante                                                       | 20        | 2013 - 2014                    |
| Carli Norris                       | Fran Reynolds                | -                                                                             | 19        | 2015, 2017                     |
| Roger Barclay                      | Terence Cunningham           | Presidente, Holby City NHS Trust                                              | 19        | 2009 - 2013                    |
| Carlyss Peer                       | Bonnie Wallis                | Enfermera                                                                     | 18        | 2013 - 2014, 2014              |
| Alan Morrissey                     | Nicky Van Barr Kyle Greenham | Enfermero                                                                     | 18 8      | 2009 - 2010 2014, 2017         |
| Jotham Annan                       | Nathan Hargreave             | Oncólogo (consultor)                                                          | 18        | 2013, 2014                     |
| Silas Carson                       | Suntil Bhatti                | Cirujano Plástico                                                             | 14        | 2011                           |
| Madeleine Potter                   | Sharon Kozinsky              | Psiquiatra Consultante                                                        | 13        | 2013                           |
| Sandra Voe                         | Adrienne McKinnie            | -                                                                             | 13        | 2013 - 2014                    |
| Imogen Byron                       | Rachel Levy                  | -                                                                             | 11        | 2010, 2012, 2013               |
| William Postlethwaite              | Fredrik Johanssen            | Especialista, Cirugía General                                                 | 9         | 2017                           |
| Louis Davison                      | Parker Whitfield             | -                                                                             | 9         | 2016 - 2017                    |
| Daisy Keeping                      | Lleucu Jones                 | Enfermera                                                                     | 9         | 2011 - 2012                    |
| Debbie Chazen                      | Fleur Fanshawe               | Doctora Cirujana (consultante)                                                | 9         | 2014                           |
| Natasha Leigh                      | Lilah Birdwood               | Cirujana General en Entrenamiento (1.er año)                                  | 8         | 2012                           |
| Paul Nicholls                      | Simon Marshall               | Enfermero                                                                     | 7         | 2012                           |
| John Light                         | Max Schneider                | Registrador Especialista, Cirugía General                                     | 7         | 2012                           |
| Fiona Hampton                      | Lulu Hutchinson              | Médica en Entrenamiento (1.er año)                                            | 7         | 2011                           |
| Sasha Behar                        | Alex Broadhurst              | Doctora Cirujana Consultante, Líder Clínico de "AAU"                          | 7         | 2012                           |
| Zubin Varla                        | Rafi Raza                    | Consultor Anestesista                                                         | 7         | 2012                           |
| Leander Deeny                      | George Binns                 | Gerente de Negocios, Cirugía                                                  | 6         | 2012                           |
| Zoe Zeigherman                     | Jasmine Spence               | -                                                                             | 6         | 2010, 2011, 2012, 2013         |
| Nina Toussaint-White               | Sophia Verlaine              | Enfermera                                                                     | 6         | 2014                           |
| Nic Jackman                        | Cameron Dunn                 | Doctor / Cirugía General (primer año)                                         | 7         | 2016 - 2017                    |
| Briana Shann Jada Wallace-Mitchell | Mia Barron                   | -                                                                             | 1 7       | 2017 2009 - 2011               |
| Nick Rhys                          | Jeremy Warren                | -                                                                             | 5         | 2017                           |
| Nina Wadia                         | Annabelle Gold               | Neurocirujana (consultora)                                                    | 5         | 2015                           |
| Aneirin Hughes                     | Sir Fraser Anderson          | Director Ejecutivo de la Autoridad Sanitaria Estratégica                      | 5         | 2011                           |
| Tessa Peake-Jones                  | Imelda Cousins               | Jefa Interina Ejecutiva, Fundación Holby City NHS                             | 5         | 2012                           |
| Wil Johnson                        | Sean Dolan                   | Doctor Pediatra (consultante)                                                 | 5         | 2011, 2013                     |
| Lisa Marged                        | Lucy Mottica                 | -                                                                             | 4         | 2015                           |
| Gareth David-Lloyd                 | Rhys Hopkins                 | Radiólogo Consultante                                                         | 4         | 2012 - 2013                    |
| Luke Tittensor                     | Liam McKee                   | -                                                                             | 4         | 2012                           |
| Lex Shrapnel                       | Stephen Hopewell             | Enfermero de Agencia                                                          | 4         | 2011                           |
| Maria Fernández-Ache               | Ramona Gomez                 | Asistente de Salud, AAU                                                       | 4         | 2012                           |
| Lloyd Everitt                      | Jez Andrews                  | Paramédico                                                                    | 3         | 2016 - 2017                    |
| Murray Head                        | Billy Tressler               | Miembro del "HCH Foundation Trust Board"                                      | 3         | 2014                           |
| Tom Beard                          | Jeremy Solis                 | Cirujano Pediátra (consultor)                                                 | 3         | 2014                           |
| Andrew Greenough                   | Albie Cheshire               | Dueño del Bar Albie's                                                         | 3         | 2012                           |
| Jamie Glover                       | Angus Farrell                | Presidente, Holby City NHS Foundation Trust                                   | 3         | 2011, 2014, 2015               |
| Emma Hiddleston                    | Ella Barnes                  | Estudiante médico (4.º año)                                                   | 3         | 2012                           |
| Fraser James                       | David Hopkins                | Cirujano Cardiotorácico                                                       | 3         | 2017                           |
| Gemma Oaten                        | Sydney Summers               | Enfermera                                                                     | 2         | 2017                           |
| Jane Hazlegrove                    | Kathleen "Dixie" Dixon       | -                                                                             | 2         | 2006, 2015                     |
| Maureen Lipman                     | Bonnie Waters                | -                                                                             | 2         | 2011                           |
| Susan Brown                        | Birdie Thompson              | -                                                                             | 2         | 2017                           |

## Premios y nominaciones

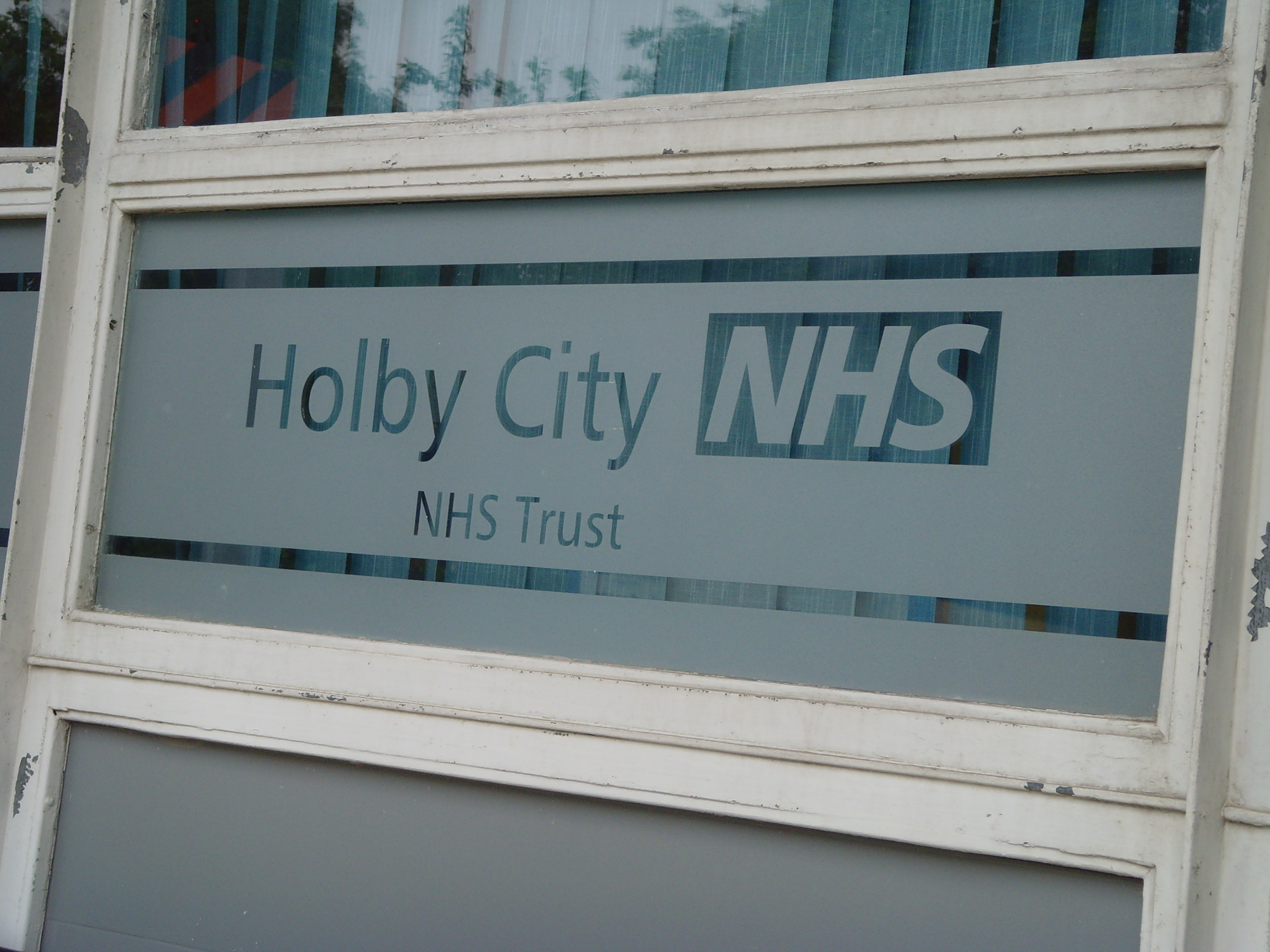
Frente del Hospital Holby General

La serie ha sido nominada más de 100 veces en distintos premios, de los cuales ha ganado el premio British Academy Television en la categoría de mejor drama continuo en el 2008, dos premios Ethnic Multicultural Media y tres Screen Nation.

## Locaciones
- Holby General - Hospital central de la ciudad Holby, donde varios de los personajes trabajan.

## Producción
La serie fue encargada por el comisionado de la BBC One Peter Salmon y creada por Tony McHale y Mal Young como parte de un spin-off del drama médico Casualty, el cual se encuentra en el departamento de emergencias del hospital ficticio "Holby City Hospital". Young quería explorar lo que les sucedía a los pacientes tratados en Casualty después de que era llevados a la sala de cirugía del hospital. Mientras que Casualty se centra en accidentes ocurridos y en cómo los pacientes entran al hospital, Holby City se centra en el cuidado a largo plazo en lugar de la toma de decisiones acerca de la vida o la muerte.
La serie comenzó sus transmisiones el 12 de enero de 1999 y con 11 personajes principales durante la primera, en la actualidad ninguno de los once aparece en la serie. Nuevo personajes han aparecido en la serie a lo largo del tiempo, actualmente la serie presenta a 15 personajes principales.
El set está situado en el mismo hospital que el de la serie Casualty, el hospital es Holby General ubicado en la ciudad ficticia de Holby, en ocasiones la serie tiene episodios donde sus personajes o las tramas aparecen o se relacionan con la de la serie Casualty. Poco después durante la cuarta temporada a la serie se le agregó una sala de maternidad y una unidad de cuidados neonatales.
Mal Young permaneció como productora ejecutiva hasta el 2004 después de irse de la serie para trabajar en la compañía de producción 19 TV. Kathleen Hutchinson trabajó como coproductora ejecutiva en la serie del 2003 hasta el 2004, antes de irse para convertirse en la productora ejecutiva de la exitosa serie británica EastEnders. Kathleen fue reemplazada por el productor Richard Stokes quien trabajó en la serie del 2004 hasta el 2006.
Tony McHale trabajó como productor ejecutivo de la serie del 2006 al 2010 antes de renunciar a su posición. Su puesto fue ocupado por Belinda Campbell quien trabajó como productora ejecutiva del 2010 al 2011. En febrero del 2011 se anunció que el exitoso exproductor de Casualty, Johnathan Young, quien trabajó como productor ejecutivo de Holby City durante la primera temporada en 1999 regresaría a la serie en el 2011.

## Música
La undécima temporada mostró un montaje o songstages de segmentos convertidos en un estándar en cada episodios, introducido por McHale, como medio para la modernización del programa. Aunque en un primer momento McHale había pensado en pedir piezas originales, las limitaciones presupuestarias imposibilitaron esta opción y tuvo que usar música ya existente.
El uso de los songstage fue popularizado por primera vez por el drama médico norteamericano Grey's Anatomy, sin embargo McHale dijo que no tenía conocimiento de esto hasta que la serie adoptó la técnica. La música que se presenta en la serie por lo general es seleccionada por cada guionista de cada episodio. Si el escritor no es específico acerca de la canción que utilizará, los productores y el director seleccionan las canciones que sonarán en el episodio.